# サンドロ・トナーリ
サンドロ・トナーリ（Sandro Tonali, 2000年5月8日 - ）は、イタリア・ローディ出身のプロサッカー選手。イタリア代表。プレミアリーグ・ニューカッスル・ユナイテッドFC所属。ポジションはミッドフィールダー。

## 経歴

### クラブ
ブレシア・カルチョのユース出身で、2017年8月26日に17歳でセリエBのアヴェッリーノ戦でプロデビューを果たすと、2018年4月28日にはサレルニターナ戦でプロ初得点を記録した。この2017-18シーズンはクラブは16位と低迷するも、自身はリーグ戦19試合に出場し、グラン・ガラ・デル・カルチョのセリエB最優秀若手選手賞を獲得した。
翌2018-19シーズンはリーグ戦34試合に出場し、2年連続でセリエB最優秀若手選手賞を受賞。また、クラブもセリエB優勝とセリエA昇格を果たした。
19歳で迎えた2019-20シーズンは、8月25日に行われた第1節のアウェイでのカリアリ戦で先発に名を連ね、セリエA初出場、10月26日の第9節ジェノア戦ではフリーキックを直接沈め、セリエA初ゴールを記録した。

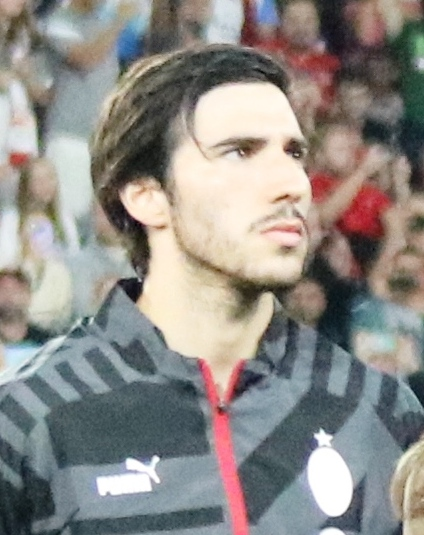
ミランでのトナーリ（2022年）

2020年9月9日、ミランに買い取りオプション付きのローン移籍で加入することが発表された。
2021年7月8日、ミランに完全移籍し、2026年までの契約を結んだことが発表された。第2節のカリアリとの対戦で直接フリーキックから移籍後初得点を奪い、自身の誕生日に開催された5月8日のエラスヴェローナ戦では、セリエAの舞台で初の2ゴールを挙げて勝利に貢献するなど、ミランの11年振りのリーグ制覇に大きく貢献した。
2022年9月9日、ミランはトナーリとの契約を2027年6月30日まで更新したことを発表した。
2023年7月3日、イングランドのニューカッスル・ユナイテッドに5年契約で移籍。報道によれば移籍金は約7,000万ユーロで、これはイタリア人選手として史上最高額の移籍となった。7月18日、レンジャーズとのアラン・マクレガーの引退記念試合でニューカッスルデビュー。8月12日にはアストン・ヴィラとのプレミアリーグ開幕戦で先制点を挙げ、5-1の勝利に貢献した。
2023年10月26日、FIGCはトナーリに対してサッカーイベントへの賭博を禁止する項目に違反したとして、合計18か月間の出場停止処分および2万ユーロ（約317万円）の罰金を言い渡した。しかし、トナーリが賭博違反を認めた上で捜査に協力する姿勢を見せたことで一部の処分内容が軽減され、実質的に10か月の出場停止処分が確定した。これにより、2023-2024シーズンの全試合を欠場することとなった。さらに、後にFAが行った調査によりニューカッスル移籍後にも賭博行為を行っていたことが判明。これを受け、FAにより執行猶予付きの2か月出場停止処分を追加で科された。

### 代表
2018年7月に、U-19イタリア代表の一員としてフィンランドで行われるUEFA U-19欧州選手権に参戦。チームは準優勝となり、自身もベストイレブンに選出される活躍を見せた。
2019年3月21日には18歳でU-21イタリア代表デビューを遂げると、同年6月にイタリアとサンマリノで行われるUEFA U-21欧州選手権のメンバーに選出された。大会ではグループリーグ3試合の内、2試合で途中出場したが、チームはスペインに及ばずグループ2位となり、決勝トーナメント進出はならなかった。
イタリアA代表としては、2018年11月に行われる2試合のメンバーにセリエBのクラブの選手ながら選出され、初招集を受けた。この際には出場機会は訪れなかったが、翌2019年10月15日、ファドゥーツのラインパーク・シュタディオンで行われたUEFA EURO 2020予選のリヒテンシュタイン戦で、74分からフェデリコ・ベルナルデスキに代わって出場し、A代表デビューを果たした。翌11月15日のゼニツァでのボスニア・ヘルツェゴビナ戦では、初の先発およびフル出場で3-0で勝利した。
2023年10月12日、不正賭博に関与した疑いによりイタリア代表のトレーニング施設にて警察当局の取り調べを受け、同じく賭博違反の疑いがかけられているニコロ・ザニオーロとともにイタリア代表から離脱した。2023年10月26日、FIGCから10か月の出場停止処分が下され、EURO2024を欠場することとなった。
2024年11月17日、UEFAネイションズリーグのベルギー戦で代表初ゴールを記録した。

## 個人成績

### クラブ
| 国内大会個人成績 | 国内大会個人成績 | 国内大会個人成績 | 国内大会個人成績 | 国内大会個人成績 | 国内大会個人成績 | 国内大会個人成績 | 国内大会個人成績 | 国内大会個人成績 | 国内大会個人成績 | 国内大会個人成績 | 国内大会個人成績 |
| 年度             | クラブ           | 背番号           | リーグ           | リーグ戦         | リーグ戦         | リーグ杯         | リーグ杯         | オープン杯       | オープン杯       | 期間通算         | 期間通算         |
| 年度             | クラブ           | 背番号           | リーグ           | 出場             | 得点             | 出場             | 得点             | 出場             | 得点             | 出場             | 得点             |
| イタリア         | イタリア         | イタリア         | イタリア         | リーグ戦         | リーグ戦         | イタリア杯       | イタリア杯       | オープン杯       | オープン杯       | 期間通算         | 期間通算         |
| ---------------- | ---------------- | ---------------- | ---------------- | ---------------- | ---------------- | ---------------- | ---------------- | ---------------- | ---------------- | ---------------- | ---------------- |
| 2017-18          | ブレシア         | 34               | セリエB          | 19               | 2                | 0                | 0                | -                | -                | 19               | 2                |
| 2018-19          | ブレシア         | 4                | セリエB          | 34               | 3                | 0                | 0                | -                | -                | 34               | 3                |
| 2019-20          | ブレシア         | 4                | セリエA          | 35               | 1                | 1                | 0                | -                | -                | 36               | 1                |
| 2020-21          | ミラン           | 8                | セリエA          | 25               | 0                | 1                | 0                | -                | -                | 26               | 0                |
| 2021-22          | ミラン           | 8                | セリエA          | 36               | 5                | 3                | 0                | -                | -                | 39               | 5                |
| 2022-23          | ミラン           | 8                | セリエA          | 34               | 2                | 1                | 0                | -                | -                | 35               | 2                |
| イングランド     | イングランド     | イングランド     | イングランド     | リーグ戦         | リーグ戦         | FLカップ         | FLカップ         | FAカップ         | FAカップ         | 期間通算         | 期間通算         |
| 2023-24          | ニューカッスル   | 8                | プレミアリーグ   | 8                | 1                | 1                | 0                | 1                | 0                | 10               | 1                |
| 2024-25          | ニューカッスル   | 8                | プレミアリーグ   | 36               | 4                | 6                | 2                | 3                | 0                | 45               | 6                |
| 通算             | イタリア         | イタリア         | セリエB          | 53               | 5                | 0                | 0                | -                | -                | 53               | 5                |
| 通算             | イタリア         | イタリア         | セリエA          | 130              | 8                | 6                | 0                | -                | -                | 136              | 8                |
| 通算             | イングランド     | イングランド     | プレミアリーグ   | 44               | 5                | 7                | 2                | 4                | 0                | 55               | 7                |
| 総通算           | 総通算           | 総通算           | 総通算           | 227              | 18               | 13               | 2                | 4                | 0                | 244              | 20               |

### 代表
| イタリア代表 | 国際Aマッチ | 国際Aマッチ |
| 年           | 出場        | 得点        |
| ------------ | ----------- | ----------- |
| 2019         | 3           | 0           |
| 2020         | 1           | 0           |
| 2021         | 2           | 0           |
| 2022         | 6           | 0           |
| 2023         | 3           | 0           |
| 2024         | 6           | 1           |
| 2025         | 4           | 1           |
| 通算         | 25          | 2           |

#### ゴール
| #  | 年月日         | 開催地                                          | 対戦国   | 勝敗 | 試合概要                               |
| -- | -------------- | ----------------------------------------------- | -------- | ---- | -------------------------------------- |
| 1. | 2024年11月14日 | ボードゥアン国王競技場（ ベルギー）             | ベルギー | ○1-0 | UEFAネーションズリーグ2024-25・リーグA |
| 2. | 2025年3月20日  | スタディオ・ジュゼッペ・メアッツァ（ イタリア） | ドイツ   | ●1-2 | UEFAネーションズリーグ2024-25・リーグA |

## タイトル

### クラブ
ブレシア
- セリエB（2018-19）

ミラン
- セリエA（2021-22）[25]

### 個人
- セリエB最優秀若手選手（2018, 2019）